# Wolfgang Dudda

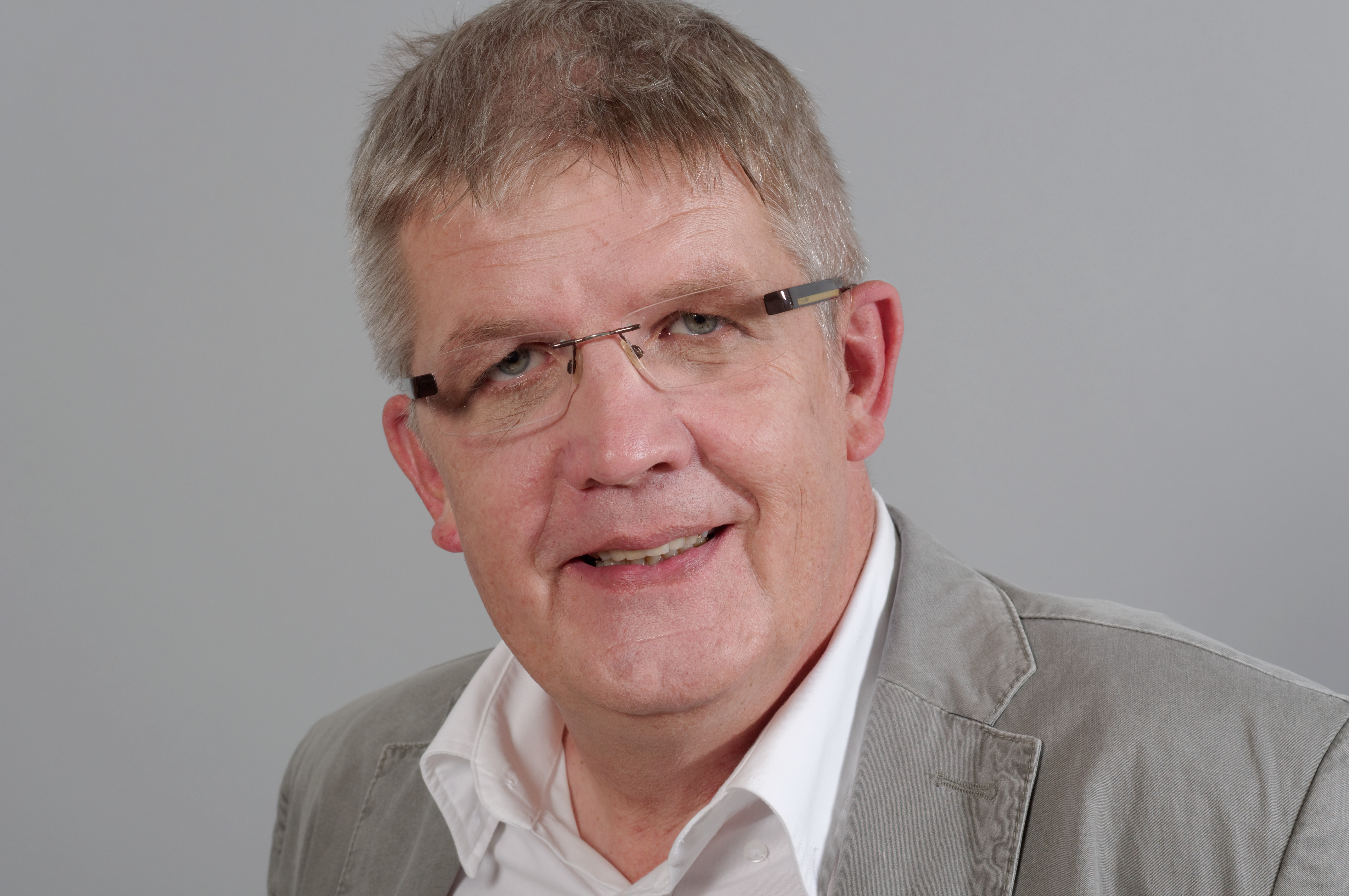
Wolfgang Dudda (2013)

Wolfgang Dudda (* 16. Juli 1957 in Bad Segeberg; † 27. Februar 2023 in Kiel) war ein deutscher Politiker der Piratenpartei Deutschland.
Dudda war Zollfahndungsbeamter und stellvertretender Vorsitzender der Bezirksgruppe Zoll der Gewerkschaft der Polizei, wo er für den Schwerpunkt Medien- und Verbandskontakte zuständig war. Er trat am 18. Juni 2009 der Piratenpartei bei. Von Mai 2010 bis Mai 2011 war er Beisitzer im Bundesvorstand der Partei. Dudda ließ diese Funktion aus Protest zum 4. Januar 2011 ruhen, nachdem das Schiedsgericht des Landesverbandes Rheinland-Pfalz im 2009 eingeleiteten Verfahren über einen Ausschluss des Mitgliedes Bodo T. aufgrund von Äußerungen zur deutschen Kriegsschuld und zum Holocaust Ende 2010 noch keine Entscheidung getroffen hatte. Er war Gründungsmitglied des Vereines Piraten gegen den Rechtsextremismus. Gemeinsam mit Angelika Beer setzte er sich für eine Schließung des rechtsextremen Lokals Club 88 in Neumünster ein.
Er war für die Piratenpartei Schleswig-Holstein als Politischer Geschäftsführer und Pressesprecher tätig. Bei der Landtagswahl in Schleswig-Holstein 2012 am 6. Mai 2012 wurde Wolfgang Dudda über Platz 2 der Landesliste der Piratenpartei Schleswig-Holstein in den Schleswig-Holsteinischen Landtag gewählt. Mit dem Ausscheiden seiner Partei aus dem Landtag verlor er 2017 sein Mandat.
Auf dem Landesparteitag in Neumünster am 31. Januar 2016 kandidierte er ohne Gegenkandidaten für das Amt des Vorsitzenden der Piratenpartei in Schleswig-Holstein und wurde mit 37 zu 9 Stimmen gewählt. Er löste damit Christian Thiessen ab. Am 15. Juli 2017 wurde Friederike Mey zu seiner Nachfolgerin gewählt.